# William Cochrane (1er comte de Dundonald)
Pour les articles homonymes, voir William Cochrane et Cochrane.
William Cochrane, 1er comte de Dundonald (1605-novembre 1685) est un noble écossais qui soutient la cause royaliste pendant les guerres des Trois Royaumes.

## Biographie
William Cochrane de Coldoun, qui est fait chevalier par Charles Ier, acquiert le domaine de Dundonald en 1638. Il est créé baron Cochrane de Dundonald en 1647. La part qu'il a prise dans les guerres des Trois Royaumes, est attestée par les actes du presbytère d'Ayr, qui, le 28 février 1649, interdisent au « seigneur Cochrane » de renouveler la Ligue solennelle et l'alliance, ayant « été colonel dans la dernière rébellion illégale, et étant allé en Irlande pour apporter des forces ».
En 1654, il est condamné à une amende de 5 000 £ par l'Acte de grâce de Cromwell. En 1669, il est nommé commissaire du Trésor et de l'Échiquier, et crée baron Cochrane, de Paisley et Ochiltree (ayant précédemment acquis cette dernière baronnie), et comte de Dundonald, avec le reste aux héritiers mâles de son corps, à défaut de quoi, aux héritiers-femmes les plus âgés de son corps sans partage, et aux héritiers-hommes de ces héritiers-femmes, portant le nom et les armes de Cochrane. Cochrane est un franc-maçon actif.
En 1684, le comte est accusé, dans sa vieillesse, d'avoir gardé un aumônier avec son fils mourant, qui prie pour le succès de ces rebelles dans l'ouest, les covenantaires qui ont vaincu John Graham (1er vicomte de Dundee) à la bataille de Drumclog en 1679. Le comte meurt en 1686 et est enterré dans l'église de Dundonald.

## Famille
William Cochrane épouse Eupheme, fille de William Scott d'Ardross et Elie, comté de Fife, et a des descendants:
- William, Lord Cochrane, décédé, du vivant de son père, en 1679, laissant à Katherine, fille de John Kennedy (6e comte de Cassilis) (en),
  - John, 2e comte de Dundonald (c. 1660-1690)
  - William, de Kilmaronock, est décédé en 1717, ayant épousé Grizel, fille de James Grahame, 2e marquis de Montrose, et a des descendants, dont Thomas, 6e comte de Dundonald.
  - Margaret, mariée, en 1676, à Alexander Montgomerie (9e comte d'Eglinton), et a des descendants.
  - Helen, mariée à John Gordon (16e comte de Sutherland), et a des descendants.
  - Jean, marié, d'abord à John Graham (1er vicomte de Dundee) ; puis à William, 3e vicomte de Kilsyth, et a des descendants.
- John, d'Ochiltree, dont Thomas, le huitième comte est un descendant.
- Grizel, épouse George Ross (11e Lord Ross)